# Gà lôi trắng Beauli
Gà lôi trắng Beauli hay còn gọi là Gà lôi trắng Lào (Danh pháp khoa học: Lophura nycthemera beaulieui; Delacour, l948) là một phân loài của loài gà lôi trắng. 

## Phân bố
Phân loài gà lôi trắng này phân bố ở Đông nam Vân Nam (Trung Quốc), Bắc Lào, Tây Bắc Việt Nam về phía Nam đến Hà Tĩnh. Đã tìm thấy Loài này ở Lai Châu, Sơn La, Nghĩa Lộ, Thanh Hóa và Nghệ An.

## Đặc điểm
Chim đực trưởng thành nhìn chung giống như phân loài Lophura nycthemera nycthemera, nhưng khác ở chỗ Lophura nycthemera beaulieui có đuôi ngắn hơn một chút: những vạch đen ở phần trên cơ thể nhiều hơn và rộng hơn những vạch đen ở cánh và bên cạnh đuôi rất rõ và đậm nét hơn. Chim cái nhìn chung cũng giống chim cái của phân loài Lophura nycthemera nycthemera, nhưng ngực có lẫn màu trắng hung với màu nâu đen rất rõ.
Chân chắc, đầu không lớn, mỏ ngắn, khoẻ và hơi cong. Cổ ngắn nhắm thích nghi với điểu kiện kiếm ăn trên mặt đất và các bụi thấp. Cánh ngắn và rộng giúp cho chúng bốc nhanh lên khỏi mặt đất để tránh khỏi sự săn đuổi của kẻ thù tự nhiên. Các lông cánh sơ cấp, thứ cấp và lông đuôi giữa có vân mảnh, các lông đuôi khác có điểm và vạch đen nâu và trắng.Kích thước: Cánh (đực): 256 – 302, (cái): 200 – 270; đuôi: 458 – 635; giò. 95 – 103; mỏ: 25 – 33 mm.

## Tập tính
Chúng thường sống trên mặt đất. Sống ở nhiều các sinh cảnh khác nhau như rừng rậm, savan, thung lũng. Chim đực không những lớn hơn chim cái mà còn có bộ lông hết sức sặc sỡ nhằm thu hút bạn tình. Hầu hết các loài thuộc họ này làm tổ trên mặt đất. Tổ rất đơn giản thường là một đám lá khô hay hõm đất nông. Thức ăn chính của chúng là các loài hạt, quả, củ và côn trùng trên mặt đất. Chim non mới nở thường ăn động vật khi lớn thay thế bằng thức vật. 